# Otta
Un otta (Malayalam: ഒട്ട) è un bastone di legno curvato a "S" usato come arma in Kalarippayattu, un'arte marziale indiana.

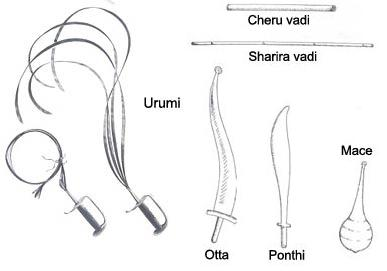
Armi del Kalarippayattu, incluso l'Otta

La curva nell'otta rappresenta la zanna di elefante, ed ha una punta arrotondata.
L'otta è considerata come l'arma maestra, la più difficile delle prime tre armi a cui studenti sono iniziati. Gli studenti imparano 18 sequenze con l'otta.
Coloro che combattono con l'otta lo usano per colpire i marmas (punti vitali) del corpo dell'avversario.